# Jaime Folch y Costa
Jaime Folch y Costa fue un escultor español del siglo XVIII y principios del XIX.
Estudió en la Escuela de Nobles Artes de Barcelona y pensionado por el rey residió en Roma algún tiempo. En 1786 fue nombrado director de la Escuela de Bellas Artes de Granada, obteniendo después igual cargo en la de Barcelona, que renunció por no haber querido prestar fidelidad a José Bonaparte. Fernando VII le restituyó en su cargo.

## Obra
Entre sus trabajos escultóricos figuran:
- Meleagro
- Marta descansando
- Nerón mandando desangrar a Séneca
- Sepulcro y estatua del arzobispo moscoso, de Granada

- El contenido de este artículo incorpora material del tomo 24 de la Enciclopedia Universal Ilustrada Europeo-Americana (Espasa), cuya publicación fue anterior a 1945, por lo que se encuentra en el dominio público.

- Datos: Q5925034